# Dawit Schengelia
Dawit Schengelia (georgisch დავით შენგელია, beim Weltschachbund FIDE David Shengelia; * 6. März 1980 in Tiflis) ist ein österreichischer Schachspieler georgischer Herkunft.

## Leben
Dawit Schengelia wuchs in Georgien auf, wo er an der Akademie für Leibeserziehung und Sport einen Abschluss als Sportlehrer mit dem Schwerpunkt Schach machte. Er studiert Betriebswirtschaftslehre in Wien und ist Schachtrainer in der Schachschule Wien. Er hat inzwischen die österreichische Staatsbürgerschaft. Seit März 2009 ist er als Nachfolger von Egon Brestian Bundestrainer des Österreichischen Schachbundes mit den Aufgaben Koordination des Spitzenschachs und Training der Frauennationalmannschaft. Dawit Schengelia hatte bei der Schacholympiade 2008 in Dresden auf Initiative von Elisabeth Pähtz, mit der er beim SC Kreuzberg spielte, die deutsche Frauennationalmannschaft trainiert. Seit Mai 2009 spielt er für den Österreichischen Schachbund.

## Erfolge
Mit der georgischen U16-Nationalmannschaft nahm er an der U16-Olympiade 1995 auf den Kanarischen Inseln teil. Die Mannschaft belegte den zweiten Platz. Im März 2003 gewann er das 1. Einladungsturnier der Schachakademie von Jerewan. 2005 gewann er im Februar gemeinsam mit Mychajlo Brodskyj das Open in Cappelle-la-Grande., im September das 12 Internationale Open in Graz. Das Internationale Schachopen in Oberwart gewann er im Juli 2006. Im September 2006 gewann er erneut das Internationale Open in Graz. Im April 2007 gewann er das Schloß Open in Werther (Westf.), im August 2008 das 16. Internationale Open in Wattens und im Dezember 2009 das 18. Donau Open in Aschach an der Donau. Die österreichische Staatsmeisterschaft konnte er im Juli 2012 in Zwettl-Niederösterreich sowie im September 2015 in Pinkafeld gewinnen.
Seit Mai 2005 trägt er den Titel Großmeister. Die Normen hierfür erzielte er bei der europäischen Einzelmeisterschaft 2002 in Batumi (Übererfüllung mit 7,5 aus 12), beim Open in Cappelle-la-Grande 2005 (Übererfüllung mit 7,5 aus 9) sowie in der österreichischen 2. Bundesliga Mitte in der Saison 2004/05 für die zweite Mannschaft von Styria Graz. Schengelia liegt im Februar 2015 hinter Markus Ragger auf dem zweiten Platz der österreichischen Elo-Rangliste.

## Nationalmannschaft
Mit der österreichischen Nationalmannschaft nahm Dawit Schengelia an den Schacholympiaden 2010, 2012, 2014, 2016 2018 und 2022 sowie den Mannschaftseuropameisterschaften 2009, 2011 und 2013 teil.

## Vereine

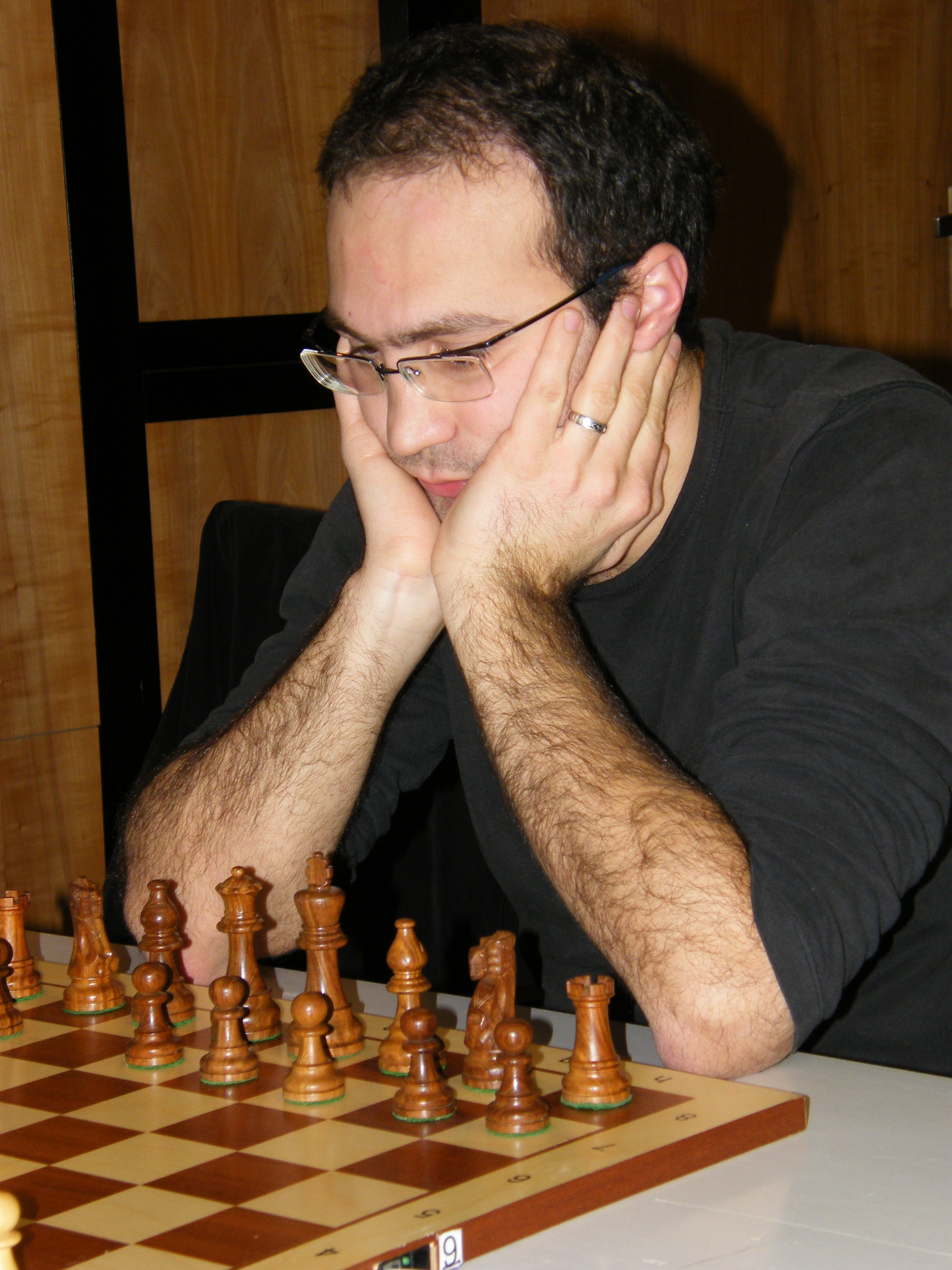
Dawit Schengelia in der Schachbundesliga 2008/09

Vereinsschach spielte er bis zum Beginn der 2000er-Jahre in Georgien. In Deutschland spielte er seit der Saison 2003/04 für den ostwestfälischen Verein SK Werther, in der Saison 2008/09 in der deutschen Schachbundesliga für den SC Kreuzberg. In Österreich spielte er seit der Saison 2004/05 in der Bundesliga für Styria Graz, mit der er 2006 die österreichische Staatsmeisterschaft gewann und im selben Jahr am European Club Cup teilnahm, lokal für Wien-Währing und Betriebsschach für Nuschei Spezialdichtungen Wien. Von der Saison 2009/10 bis zur Saison 2013/14 war er in Österreich für den SK Advisory Invest Baden aktiv. Auch mit Baden gewann er 2012 die österreichische Mannschaftsmeisterschaft und nahm zweimal am European Club Cup teil. Von der Saison 2014/15 bis zur Saison 2018/19 spielte er für den SK Sparkasse Jenbach und wurde mit diesem 2015 und 2018 Meister. In Spanien spielte er 2008 für den CE Barberà, in Ungarn von 2009 bis 2011 für Szombathelyi MÁV Haladás Vasutas Sportegyesület; seit 2017 spielt er für Pénzügyőr Sport Egyesület. In der tschechischen Extraliga spielt Schengelia seit der Saison 2015/16 für den ŠK Duras BVK.